# Mário Azevedo
Mário César de Azevedo (Ubá, 1957), também conhecido como Mário Azevedo, é um pintor, desenhista e gravador, cujo trabalho é focado em desenhos, gravuras, pinturas, e fotografias desde a década de 1980.. 

## Fomação acadêmica
Graduou-se em litogravura na Universidade Estadual de Minas Gerais e em desenho, gravura e licenciatura em Artes na Escola de Belas-Artes da Universidade Federal de Minas Gerais. Completou mestrado em Poéticas Visuais na mesma instituição e doutorado em Teoria, História e Crítica de Arte sobre a obra-texto de Joaquín Torres García no Instituto de Artes da Universidade Federal do Rio Grande do Sul, com estágio na Université Jules Verne de Picardie, em Amiens, França. É professor da Escola de Belas-Artes da Universidade Federal de Minas Gerais.

## Exposições
O artista participou da exposição "Como vai você, Geração 80?" (mostra significativa no cenário da Arte Contemporânea brasileira) realizada em 1984 na Escola de Artes Visuais do Parque Lage. Em 2015, reuniu seis anos de sua produção em uma mostra composta por três exposições individuais simultâneas, realizadas no Centro Cultural da UFMG, intitulada "Entreposto".

### Exposições individuais
Profissional ativo, tem participado de um grande número de exposições individuais., entre elas são destaque:
- 1983 - Galeria Espaço Alternativo da Funarte, Rio de Janeiro
- 1986 - Palácio das Artes, Belo Horizonte
- 1990 - Diários/Quase Tábuas, Quase Mapas, na Pequena Galeria do Centro Cultural Candido Mendes, Rio de Janeiro
- 1992 - Escritório de Arte Casa de Papel, Juiz de Fora
- 1999 -  MG - Paisagens, Coisas, Bichos e um Mergulhador, Cemig Espaço Cultural Galeria de Arte, Belo Horizonte
- 2003 - Papéis, na Galeria Anna Maria Niemeyer, Rio de Janeiro

### Exposições coletivas
Assim como em exposições com outros artistas., entre elas são destaque:
- 1980 - 12º Salão Nacional de Arte, no Museu de Arte da Pampulha, Belo Horizonte
- 1981 - 4º Salão Nacional de Artes Plásticas, no Museu de Arte Moderna do Rio de Janeiro, Rio de Janeiro
- 1982 - Arte Minas Atual, na Sala de Exposições do Teatro Nacional de Brasília, Brasília
- 1983 - Mostra Anual da UFMG - Prêmio Professores da Escola de Belas Artes, Belo Horizonte
- 1984 - 6ª Mostra da Gravura Cidade de Curitiba, Curitiba
- 1984 - Entre o Meio e o Fim, na Galeria de Arte da Universidade Federal Fluminense, Niterói
- 1984 - Rio e Bahia nas Águas da Arte, na Galeria Cavalete, Salvador
- 1984 - 10 Artistas Mineiros, no Museu de Arte Contemporânea da Universidade de São Paulo, São Paulo
- 1985 - Viva o Rio/O Céu da Cidade, na Fundação Planetário da Cidade do Rio de Janeiro, Rio de Janeiro
- 1985 - 2º Prêmio Pirelli de Pintura Jovem, no Museu de Arte de São Paulo - prêmio aquisição, São Paulo
- 1986 - 25º Premi Internacional de Dibuix Joan Miró, no Museo de la Vella, Andorra
- 1986 - Mostra Internacional de Desenho, na Fundação Joan Miró, Barcelona
- 1986 - 25º Premi Internacional de Dibuix Joan Miró, na Fundação Joan Miró, Barcelona
- 1986 - Bienal Latino-Americana de Arte sobre Papel, nas Salas Nacionales de Exposición, Buenos Aires
- 1987 - 5º Salão Paulista de Arte Contemporânea, na Pinacoteca do Estado de São Paulo - prêmio aquisição, São Paulo
- 1988 - Brazil 12: contemporary painting and sculpture, na Sérgio Tissenbaum Arts, Nova York
- 1989 - 20 X Comunication, no Stedelijk Hoger Instituut, Genk (Bélgica)
- 1989 - Cada Cabeça Uma Sentença, no Museu Mariano Procópio, Juiz de Fora
- 1989 - Cada Cabeça Uma Sentença, no Museu Nacional de Belas Artes, Rio de Janeiro
- 1991 - 12º Salão Nacional de Artes Plásticas, no Museu de Arte de Brasília - 2º prêmio Brasília de Artes Plásticas
- 1997 -  A Arte Contemporânea da Gravura, no Museu Metropolitano de Arte de Curitiba, Curitiba
- 1997 -  Workshop 97: artistas alemães e brasileiros, no Museu de Arte Moderna da Bahia, Salvador
- 1998 - MG - Poéticas Visuais, no Palácio das Artes, Belo Horizonte
- 2004 - Onde Está Você, Geração 80?, no Centro Cultural Banco do Brasil, Rio de Janeiro